# Союз МС-18
Союз МС-18 (№ 748) — політ пілотованого космічного корабля до міжнародної космічної станції, під час якого доставлено трьох учасників космічних експедицій МКС-65/66. Запуск пілотованого корабля «Союз МС» здійснено за допомогою ракети носія «Союз-2.1а» зі стартового майданчика № 31 космодрому Байконур.

## Екіпаж
До екіпажу увійшли: Олег Новицький, який працював у склад експедиції-65;  Петро Дубров і Марк Ванде Хей, які працювали у складі експедицій МКС-65/66. Екіпаж повернення включав Олега Новицького, а також режисера Клима Шипенка і актирису Юлію Пересільд, які прибули на МКС кораблем Союз МС-19.
| Космонавт         | Посада                      | # польоту       | Корпорація      |                 |                 |                 |
| Основний екіпаж   | Основний екіпаж             | Основний екіпаж | Основний екіпаж | Основний екіпаж | Основний екіпаж | Основний екіпаж |
| ----------------- | --------------------------- | --------------- | --------------- | --------------- | --------------- | --------------- |
| Олег Новицький    | Командир ТПК «Союз МС»      | 3               | Роскосмос       |                 |                 |                 |
| Петро Дубров      | Бортінженер-1 ТПК «Союз МС» | 1               | Роскосмос       |                 |                 |                 |
| Марк Ванде Хей    | Бортінженер-2 ТПК «Союз МС» | 2               | НАСА            |                 |                 |                 |
| Дублери           |                             |                 |                 |                 |                 |                 |
| Антон Шкаплеров   | Командир ТПК «Союз МС»      |                 | Роскосмос       |                 |                 |                 |
| Олег Артемьєв     | Бортінженер-1 ТПК «Союз МС» |                 | Роскосмос       |                 |                 |                 |
| Енн Макклейн      | Бортінженер-2 ТПК «Союз МС» |                 | НАСА            |                 |                 |                 |
| Екіпаж повернення |                             |                 |                 |                 |                 |                 |
| Олег Новицький    | Командир ТПК «Союз МС»      | 3               | Роскосмос       |                 |                 |                 |
| Клим Шипенко      | Бортінженер-1 ТПК «Союз МС» | 1               | Перший канал    |                 |                 |                 |
| Юлія Пересільд    | Бортінженер-2 ТПК «Союз МС» | 1               | Перший канал    |                 |                 |                 |

## Політ
Запуск здійснено з космодрому Байконур 9 квітня 2021 року о 07:42:41 (UTC). Зближення з МКС відбувалось за короткою схемою протягом двох обертів — за 3 години 22 хв., об 11:05:07 (UTC), корабель в автоматичному режимі пристикувався до модуля «Рассвєт» станції. Екіпаж Союз-18 тимчасово увійшов до складу експедиції-64, на борту МКС стало 10 космонавтів.
Корабель відстикувався від МКС 17 жовтня 2021 року о 01:14:05 (UTC) та о 04:35:44 (UTC) успішно приземлився на території Казахстану. На Землю повернувся екіпаж у складі Героя Росії, космонавта Роскосмоса Олега Новіцького та учасників космічного польоту в рамках науково-просвітницького проекту «Виклик» Клима Шипенка і Юлії Пересільд.

## Галерея

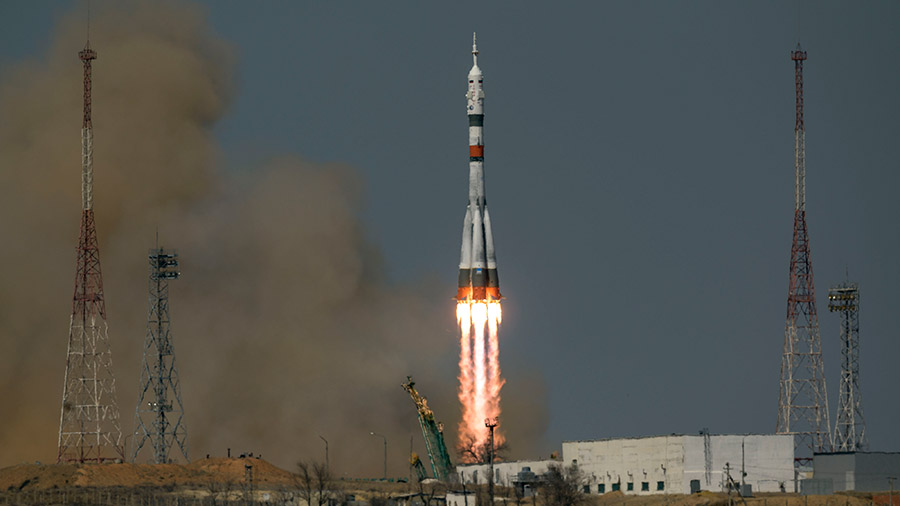
Старт